# Caledonian Brewing

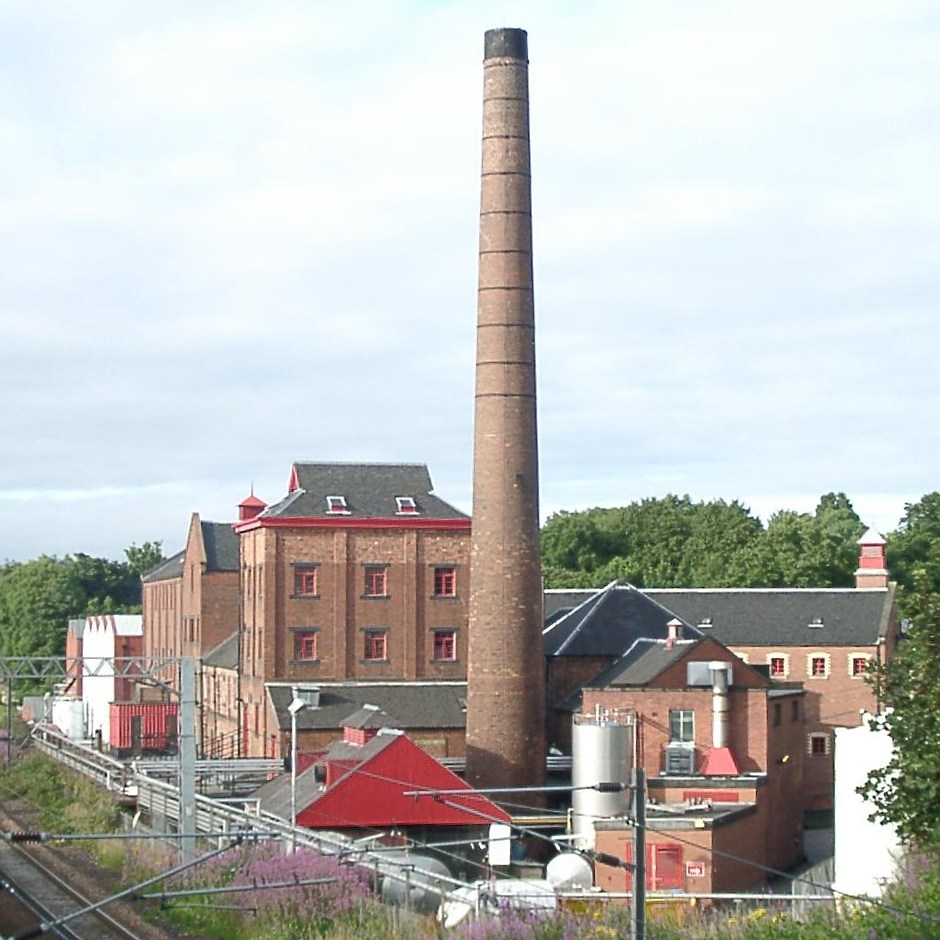
Caledonian Brewery.

Caledonian Brewing Company Ltd är ett bryggeri i Edinburgh, Skottland, Storbritannien. Bryggeriet producerar öl och invigdes 1869 under namnet Lorimer & Clark Ltd.

## Exempel på varumärken
- Deuchars IPA
- 80/-
- Golden Promise Organic Ale